# Marina Ilakovac Kveder
Marina Ilakovac Kveder (Zagreb, 5. ožujka 1958. – Zagreb, 26. studenoga 2023.) bila je hrvatska znanstvenica i fizičarka, profesorica na Sveučilištu u Zagrebu te Sveučilištu Josipa Jurja Strossmayera u Osijeku.

## Životopis
Prof. dr. sc. Marina Ilakovac Kveder provela je cijeli svoj radni vijek, od 1982. godine, na Institutu Ruđer Bošković u Zagrebu, posljednjih 10 godina kao znanstvena savjetnica u trajnom zvanju. Od 2014. godine bila je voditeljica Laboratorija za magnetske rezonancije u Zavodu za fizičku kemiju. Bila je u naslovnom zvanju redovite profesorice na Prirodoslovno-matematičkom fakultetu Sveučilišta u Zagrebu i na Sveučilištu Josipa Jurja Strossmayera u Osijeku, gdje je vodila kolegije Biomembrane, Spinsko označavanje u biofizici, Osnove metoda magnetske rezonancije i Biomembrane: međudjelovanje lipida i proteina.
Diplomirala je fiziku na PMF-u Sveučilišta u Zagrebu 1981. na kojem je i magistrirala 1985. te doktorirala 1988. godine. Znanstveno se usavršavala na Institutu Jožef Stefan, Ljubljana, Slovenija (1986. – 1988.) te kao poslijedoktorand i Humboldtov stipendist na Institut für Biophysikalische Chemie, Goethe Universität Frankfurt, Njemačka (1992. – 1994.).

## Znanstveni rad
Čitav svoj znanstveni vijek bavila se magnetskim rezonantnim spektroskopijama, prvenstveno elektronskom paramagnetskom rezonancijom (EPR) ili elektronskom spinskom rezonancijom (ESR) ali i NMR-om i MRI-om sa širokim rasponom znanstvenih interesa: medicinska fizika i biofizika, fizika čvrstog stanja, lipoproteini te spinski označene stanice i tkiva, istraživanja dinamike neuređenih sustava impulsnom EPR spektroskopijom, molekulski spinski kvantni bitovi i druge. Koautor je 63 rada u uglednim znanstvenim časopisima poput Physical review B, Journal of non-crystalline solids, Journal of chemical physics, Chemical physics letters, Applied physics letters te Chemical science.
Uspješno je vodila projekt iz Alexander von Humboldt Research Group Linkage Programme (2011. – 2015.) te dva istraživačka projekta Hrvatske zaklade za znanost:
- Karakterizacija niskotemperaturne molekulske dinamike sustava s neuređenom rešetkom metodom ESR (2014. – 2018.)[8]
- Studija važnosti spinskih međudjelovanja kao osnova za nove pristupe u istraživanju materijala (2018. – 2023.)[9]

Bila je koordinator EU projekta AVACS za IRB (2020. – 2022.) te nositelj nekoliko komercijalnih suradnji. Svojim zalaganjem te projektima i suradnjama uspjela je 2021. pribaviti novi kapitalni instrument RH, Bruker EMX EPR spektrometar.
Dala je svoj doprinos kroz rad u više znanstveno-stručnih tijela: kao predsjednica Etičkog povjerenstva IRB-a, ombudsman Zavoda za fizičku kemiju IRB-a, član Povjerenstva za praćenje kvalitete nastave studija Molekularnih bioznanosti, član Sveučilišnog vijeća za sveučilišne interdisciplinarne poslijediplomske (doktorske) studije Sveučilišta u Osijeku, član Upravnog odbora Hrvatskog kluba Humboldtovaca, član upravnog odbora i predstavnik za Hrvatsku u nekoliko COST akcija, kao i druge pozicije.